# Skrajna Barania Turnia
Skrajna Barania Turnia (słow. Veľká Barania veža) – pokaźna turnia o wysokości ok. 2370 m n.p.m. znajdująca się w Baraniej Grani w słowackiej części Tatr Wysokich. Jest jedną z trzech Baranich Turni. Od Pośredniej Baraniej Turni oddzielona jest Niżnią Baranią Szczerbiną, a od Zadniego Baraniego Zęba w sąsiedniej grupie Baranich Zębów odgranicza ją Zadni Barani Karbik. Wierzchołek Skrajnej Baraniej Turni nie jest dostępny żadnymi znakowanymi szlakami turystycznymi.
Autorami pierwszego wejścia na wierzchołek Skrajnej Baraniej Turni byli Zygmunt Klemensiewicz, Jerzy Maślanka i Rudolf Nałęcki. Wyczynu tego dokonali 24 sierpnia 1923 r. podczas przechodzenia Baraniej Grani.